# Fusuisaurus
Fusuisaurus is een geslacht van plantenetende dinosauriërs behorend tot de groep van de Sauropoda dat tijdens het Vroege Krijt leefde in het huidige China.

## Vondst en naamgeving
In de zomer van 2001 werd in de Liubangvindplaats in de provincie Guangxi een skelet van een sauropode opgegraven. Het werd geprepareerd door Xie Shaowen.
De typesoort Fusuisaurus zhaoi is in 2006 benoemd en beschreven door Mo Jinyou, Wang Wei, Huang Zhitao, Huang Xin en Xu Xing. De geslachtsnaam verwijst naar het district Fusui, de soortaanduiding eert de paleontoloog professor Zhao Xijin die in Guangxi veel opgravingen heeft verricht.
Het holotype, NHMG6729, is gevonden in de Napaiformatie, waarvan de precieze datering in het Onder-Krijt onzeker is. Het bestaat uit een gedeeltelijk skelet zonder schedel. Alleen een stuk rond de heupstreek is bewaard gebleven: van het bekken het linkerdarmbeen en linkerschaambeen, bijna alle ribben, een reeks van drie voorste staartwervels en de onderkant van het linkerdijbeen.
In 2020 werd een dijbeen vanFusuisaurus gemeld.

## Beschrijving
Fusuisaurus is  een grote soort waarvan de lichaamslengte op minstens twintig meter werd geschat. De langste rib heeft een lengte van 230 centimeter. De afstanden tussen de ribkoppen wijzen op een wervellengte van zestig centimeter. Een van de staartwervels heeft een diameter van het achterfacet van veertig centimeter. Het darmbeen is 145 centimeter lang. Het schaambeen is 110 centimeter lang. De onderkant van het dijbeen heeft een breedte overdwars van zestig centimeter.
In 2016 schatte Gregory S. Paul de lengte op tweeëntwintig meter, het gewicht op vijfendertig ton. Dat werd min of meer bevestigd door het opperarmbeen uit 2020, dat een lengte heeft van 183,5 centimeter.
Er werd een onderscheidende combinatie van kenmerken gegeven. De voorste ribben zijn niet gepneumatiseerd. Het voorblad van het darmbeen heeft een opvallend afhangende punt. Het voorblad van het darmbeen heeft een grote verticale hoogte. De achterrand van het darmbeen is ingekeept. Bij de voorste staartwervels is het zijuitsteeksel verticaal afgeplat.

## Fylogenie
Fusuisaurus bevond zich zeer basaal in de groep van de Titanosauriformes — volgens de beschrijvers was het zelfs de meest basale bekende titanosauriform — en werd gezien als een aanwijzing dat die klade in Azië haar oorsprong vindt. Dit werd overigens niet ondersteund door een exacte kladistische analyse.